# Artimpaza laosensis
Artimpaza laosensis là một loài bọ cánh cứng trong họ Cerambycidae.